# Championnat de France féminin de Nationale 1 de volley-ball
Le Championnat de France féminin de Nationale 1 était la troisième division du volley-ball français depuis 2010 suite création de la Division Excellence Féminine. 
Cette division a été créée en 1983 sous l'appellation de Nationale 1B (deuxième niveau) et a gardé cette appellation jusqu'au changement de nom de la Nationale 1A en PRO A, en 1998. À l'issue de la saison 2012/2013, cette division a fusionné avec la DEF pour former le championnat d'Élite féminine.

## Palmarès
| Année | Champion                      | Vice-champion |
| ----- | ----------------------------- | ------------- |
| 1985  |                               |               |
| 1984  |                               |               |
| 1986  | CASG Paris                    |               |
| 1987  | AS Saint-Raphaël Volley-Ball  |               |
| 1988  | RC Cannes                     |               |
| 1989  | Lille UC                      |               |
| 1990  | AS Saint-Raphaël Volley-Ball  |               |
| 1991  | SC Chantecler-Bordeaux        |               |
| 1992  | ASPTT Mulhouse                |               |
| 1993  | Stella Étoile Sportive Calais |               |
| 1994  | VBCR Huningue                 |               |
| 1995  | USSP Albi Volley-Ball         |               |
| 1996  | AS La Rochette                |               |
| 1997  | Gazélec Béziers Volley-Ball   |               |
| 1998  | AS La Rochette                |               |

| Année | Champion                                | Vice-champion                          |
| ----- | --------------------------------------- | -------------------------------------- |
| 1999  | CO Saint-Fons Volley-Ball               |                                        |
| 2000  | VC Marcq-en-Barœul                      | Istres Provence Volley                 |
| 2001  | CO Saint-Fons Volley-Ball               | Saint-Cloud Suresnes Volley            |
| 2002  | BO Reims Volley-Ball                    | Entente sportive Le Cannet             |
| 2003  | AS Saint-Raphaël Volley-Ball            | CO Saint-Fons Volley-Ball              |
| 2004  | Stella Étoile Sportive Calais           | Union Stade Français Saint-Cloud Paris |
| 2005  | ES Le Cannet-Rocheville                 | Stella Étoile Sportive Calais          |
| 2006  | RC Villebon 91                          | Pays d'Aix Venelles Volley-Ball        |
| 2007  | Stella Étoile Sportive Calais           | Terville Florange Olympique Club       |
| 2008  | AS Saint-Raphaël Volley-Ball            | Clamart Volley-Ball                    |
| 2009  | PA Venelles Volley-Ball                 | Volley Club Harnésien                  |
| 2010  | Gazélec Béziers Volley-Ball             | USGE Nantes Volley                     |
| 2011  | Volley-Ball Club Chamalières            | Vannes Volley-Ball                     |
| 2012  | Municipal olympique Mougins Volley-ball | Amiens Longueau Métropole Volley-Ball  |
| 2013  | Club sportif municipal Clamart          |                                        |